# Rüdiger Helm
Rüdiger Helm (n. 6 octombrie 1956, Neubrandenburg, Republica Democrată Germană, Germania) este un caiacist ce a reprezentat Germania, medaliat olimpic. A participat la 2 ediții ale Jocurilor Olimpice (1976, 1980) în care a câștigat 3 medalii de aur și 3 medalii de bronz.